# Keleya
Keleya est une commune rurale du Mali, chef-lieu d'arrondissement dans le cercle de Bougouni et la région de Bougouni.

## Villages
La commune s'étend sur 22 localités relevées lors du recensement général de 2009. 
Les villages les plus peuplés sont :
- Kéléya (2 817 habitants)
- Semana (2 497 habitants)
- Dialakorro (1 706 habitants)